# XPL (langage de programmation)
 (juillet 2022).
ne pas confondre avec xPL.
Le XPL est un langage de programmation basé sur le PL/I.